# Carlos Llancaqueo
Carlos Llancaqueo Mellado (Temuco, 1964) es un abogado y político chileno de origen mapuche. Sirvió como subsecretario de Bienes Nacionales durante el primer gobierno de Sebastián Piñera entre 2010 y 2011, para luego desempeñarse en diversos cargos sobre asuntos de pueblos indígenas.

## Estudios
Es abogado, titulado en el año 1994 y licenciado en ciencias jurídicas y sociales de la Universidad Gabriela Mistral (UGM).
Posee además, diplomados en; "derecho de familia e infancia", "problemas actuales de derecho penal" y, "nuevo proceso penal", obtenidos en la Universidad Católica de Temuco (UCT). De la misma manera, cursó un diplomado en "recursos naturales y energía" en la Pontificia Universidad Católica (PUC).
Es casado y padre de dos hijos.

## Trayectoria profesional
Fue juez árbitro del Centro de Negociación, Mediación y Arbitraje Comercial de la Escuela de Derecho de la Universidad Católica de Temuco.
Fue durante quince años subdirector regional del Servicio Electoral de la Región de la Araucanía (1995-2010).
Durante el primer gobierno de Sebastián Piñera, en marzo de 2010, fue nombrado como subsecretario de Bienes Nacionales, funcionando hasta febrero de 2011.
Simultáneamente, en el 2010 fue miembro constituyente de la Mesa de Diálogo de Reencuentro Histórico con el Pueblo Mapuche, y consejero nacional de la Corporación Nacional de Desarrollo Indígena (CONADI) en representación del presidente de la República desde 2010 hasta 2012.
A su vez, fue designado comisionado presidencial para tratar asuntos de tierras indígenas en la Isla de Pascua en el 2012, cumpliendo hasta el final del gobierno de Piñera en marzo de 2014. En el 2013, participó como miembro de la mesa de consenso para el "Nuevo Reglamento de la Consulta Indígena" establecida en el Convenio n° 169 de la Organización Internacional del Trabajo (OIT). En mayo de ese año, fue miembro de la Delegación Oficial de Chile ante el Foro Permanente sobre cuestiones indígenas de la Organización de las Naciones Unidas (ONU).
Para agosto de 2013, se desempeñó como miembro de la Delegación Oficial de Chile sobre "Examen de Chile en el Cumplimiento de la Convención Internacional sobre la Eliminación de todas las formas de Discriminación Racial" ante el Comité para la Eliminación de la Discriminación Racial (CERD) de la ONU, en Ginebra, Suiza.
En materia académica, ha sido profesor en la Universidad Gabriela Mistral y en la Universidad Autónoma del Sur.
En el ámbito privado es director de la «Fundación Aitúe», y socio fundador y director de «Corporación Chile Social (CCHS)».